# 에로스 (2004년 영화)
《에로스》(Eros)는 영국에서 제작된 미켈란젤로 안토니오니 감독의 2004년 앤솔로지 드라마 영화이다. 공리 등이 주연으로 출연하였고 자크 바 등이 제작에 참여하였다.

## 구성
- 그녀의 손길(The Hand)
- 꿈 속의 여인(Equilibrium)
- 위험한 관계(The Dangerous Thread of Things)

## 출연

### 주연
- 공리
- 장첸

### 조연
- 로버트 다우니 주니어
- 알란 아킨
- 엘레 키츠

## 기타
- Line PD: 마칸토니오 보게시
- 미술: 장숙평
- 미술: 필립 메시나
- 의상: 밀레나 카노네로
- 의상: 장숙평